# Cent francs belges type 4 rois
La pièce de cent francs belges, type 4 rois en argent signée RAU apparaît juste après la Seconde Guerre mondiale sous la régence du prince Charles (21 septembre 1945-15 juillet 1951) et au début du règne du Roi Baudouin (17 juillet 1951-31 juillet 1993)
Description :
- Avers : portrait des quatre premiers rois de Belgique, de droite à gauche : Léopold Ier,  Léopold II,  Albert Ier et  Léopold III sous une couronne,
- Revers : Le lion de Belgique sous une couronne, la valeur de la pièce et la mention Belgique ou België,
- Tranche cannelée.

Caractéristiques techniques :
- argent (titre : 0.835) et cuivre (titre : 0.165),
- diamètre : 33 mm,
- poids : 18 g

| 100 BEF en argent - modèle 4 rois |  |  |
|                                   |  |  |
Cette pièce a été frappée de 1948 à 1954 avec le nom du pays dans une des deux langues nationales, soit Belgique, soit België
Tableau des millésimes des pièces en circulation courante :
|          | 1948 | 1949 | 1950 | 1951 | 1952 | 1953 | 1954 |
| -------- | ---- | ---- | ---- | ---- | ---- | ---- | ---- |
| Belgique | oui  | oui  | oui  | .    | .    | .    | oui  |
| België   | oui  | oui  | oui  | oui  | .    | .    | .    |